# 以賽亞·布里斯科
以賽亞·贾马尔·布里斯科（英語：Isaiah Jamal Briscoe，1996年4月13日—）為美國男子籃球運動員，現效力於全国男子篮球联赛江西鲸裕清酒。
布里斯科有一位同母異父、大七歲的姐姐伊西亞·海明威曾是大學籃球運動員。父親喬治·布里斯科（George Briscoe）是前斯托克頓學院後衛以及名人堂成員。2015年《SLAM》報導指布里斯科為凯里·欧文的遠房三代表弟，2024年布里斯科表示認識欧文，但兩人不是表兄弟關係。
布里斯科出生於新泽西州紐華克，成長於紐華克，之後搬到联合县。在Kawameeh Middle School讀完八年級後，布里斯科在Good Shepherd Academy重讀八年級，2013年夏天從聖本篤預科學校轉學到羅塞爾天主教高中。2014年11月布里斯科承諾2015年進入肯塔基大學就讀，並與肯塔基大學簽署全國意向書。2017年4月布里斯科放棄剩餘兩年大學參賽資格，聘請經紀人投入NBA选秀。
2024年9月9日，P. LEAGUE+高雄17直播鋼鐵人宣布簽下布里斯科，中文登錄名為「艾賽亞」。2025年4月，印尼籃球聯賽婆羅洲犀鳥引進布里斯科頂替布兰登·麦科伊。

## 外部連結
- 以賽亞·布里斯科在fiba.basketball（英语）
- 以賽亞·布里斯科在archive.fiba.com（存檔）（英语）
- 以賽亞·布里斯科在NBA官網（英语）
- 以賽亞·布里斯科在NBA G聯盟官網（英语）
- 以賽亞·布里斯科在VTB聯賽官網（英语）
- 以賽亞·布里斯科在俄羅斯籃球協會官網（俄语）
- 以賽亞·布里斯科在德國籃球甲級聯賽官網（德语）
- 以賽亞·布里斯科在P. LEAGUE+官網
- 以賽亞·布里斯科在Basketball-Reference.com（NBA）（英语）
- 以賽亞·布里斯科在Basketball-Reference.com（NBA G聯盟）（英语）
- 以賽亞·布里斯科在Basketball-Reference.com（國際）（英语）
- 以賽亞·布里斯科在Sports-Reference.com（NCAA）（英语）
- 以賽亞·布里斯科在Eurobasket.com（球員）（英语）
- 以賽亞·布里斯科在Proballers（英语）
- 以賽亞·布里斯科在RealGM（球員）（英语）
- 以賽亞·布里斯科在Flashscore（英语）